# Срп и чекић (новине)
Срп и чекић је био илегални лист Комунистичке партије Југославије покренут у Бечу.
Марта 1926. године у Бечу је група југословенских емиграната покренула комунистички лист „Срп и чекић“. Иницијатор његовог издавања био је Мустафа Голубић, а први уредник Димитрије Станисављевић Крка. Редакцију су сачињавали Мустафа Голубић, Жика Константиновић, Лабуд Кусовац, Отон Крстановић, Саламон Леви и други.
Часопис је покренут без знања партијског руководства, али је на Трећем конгресу КПЈ прихваћен као партијско гласило. Од септембра 1926. године је постао званичан орган КПЈ. Овај лист су растурали илегалним путем у Југославију, највише Дунавом преко радника на бродовима.
Излазио је, са већим прекидима, све до 1941. године.